# Skönsmon (stadsdelsområde)
Skönsmon är ett stadsdelsområde i Sundsvalls tätortsregion i Sundsvalls kommun som omfattar stadsdelarna Kubikenborg och Skönsmon och Östermalm.